# Noble (Louisiana)
Noble és una població dels Estats Units a l'estat de Louisiana. Segons el cens del 2000 tenia 259 habitants.

## Demografia
Segons el cens del 2000, Noble tenia 259 habitants, 91 habitatges, i 65 famílies. La densitat de població era de 97,1 habitants/km².
Dels 91 habitatges en un 49,5% hi vivien nens de menys de 18 anys, en un 60,4% hi vivien parelles casades, en un 4,4% dones solteres, i en un 27,5% no eren unitats familiars. En el 25,3% dels habitatges hi vivien persones soles el 14,3% de les quals corresponia a persones de 65 anys o més que vivien soles. El nombre mitjà de persones vivint en cada habitatge era de 2,85 i el nombre mitjà de persones que vivien en cada família era de 3,47.
Per edats la població es repartia de la següent manera: un 35,5% tenia menys de 18 anys, un 8,9% entre 18 i 24, un 28,6% entre 25 i 44, un 16,2% de 45 a 60 i un 10,8% 65 anys o més.
L'edat mediana era de 29 anys. Per cada 100 dones de 18 o més anys hi havia 94,2 homes.
La renda mediana per habitatge era de 38.594 $ i la renda mediana per família de 45.833 $. Els homes tenien una renda mediana de 32.813 $ mentre que les dones 18.125 $. La renda per capita de la població era de 14.982 $. Entorn del 2,9% de les famílies i el 7,6% de la població estaven per davall del llindar de pobresa.

## Poblacions més properes
El següent diagrama mostra les poblacions més properes.